# دال (طبق)
دال (بالسنسكريتية: दाल)‏ كلمة تُطلق على عدة أنواع من بقوليات العدس في الهند والنيبال. على سبيل القياس، هذا هو الاسم الذي يطلق على طبق هندي مصنوع من البقوليات. اللفظ كذلك له عدة تهجئات في اللغات اللاتينية، منها: (dal , dahl ,dhal أو daal)، وتعود أصوله من مصطلح السنسكريتية بمعنى «الفصل». في الواقع، يتم تقشير البقوليات في كثير من الأحيان (أو طحنها) لتحويلها إلى دقيق أو فطائر أو هريس. ويُطلق هذا الاسم أيضًا على الحساء، أو الحساء البينجالي السميك والحار، المعد من الدال.

## الأصناف الرئيسية
في الهند، أكثر من خمسين نوعا من البقوليات معروفة. أشهر الدالات هي التالية:
- تور دال، عدسة صفراء صغيرة مكسورة.
- شانا دال، وغالبا ما تترجم خطأ «الحمص». إنه نوع هندي من الحمص «الصغير». ذو طعم مختلف عن الحمص «الفرنسي».
- كالا شانا، نوع من الحمص ذو غشاء البني.
- دال مونج أو الدال مونغ (الفول مونج)، شعبية جدا، ذو لون أخضر أو أصفر.
- أوردا دال (حبة الفول) بيضاء وصغيرة جدا، مكسورة ومسطحة.
- مسور دال، العدس الأحمر المرجاني.
- رجمة دال (حبة فاصوليا حمراء على شكل الكلى، ومن هنا جاءت تسميتها باسم حبة الكلى باللغة الإنجليزية)، كما أنها تحظى بشعبية كبيرة في أمريكا اللاتينية ومنطقة البحر الكاريبي.

## أنواع مختلفة من الأطباق
هناك أنواع مختلفة من أطباق العدس المسماة وفقًا لطريقة الطبخ أو الطعام المستخدم.

### دال تادكا
يعد من العدس المرجاني (مسور دال) أو العدس الأصفر (دال مونج)، يعني مصطلح «تادكا» هنا أن البهارات والتوابل الموجودة في هذا الطبق مقلية.

### دال ماخاني
يستخدم هذا الطبق العدس من بوي مع الفاصوليا الحمراء.

### دال فراي
يستخدم هذا الطبق العدس المرجاني وتقسيم الحمص (شانا دال).

## معرض صور

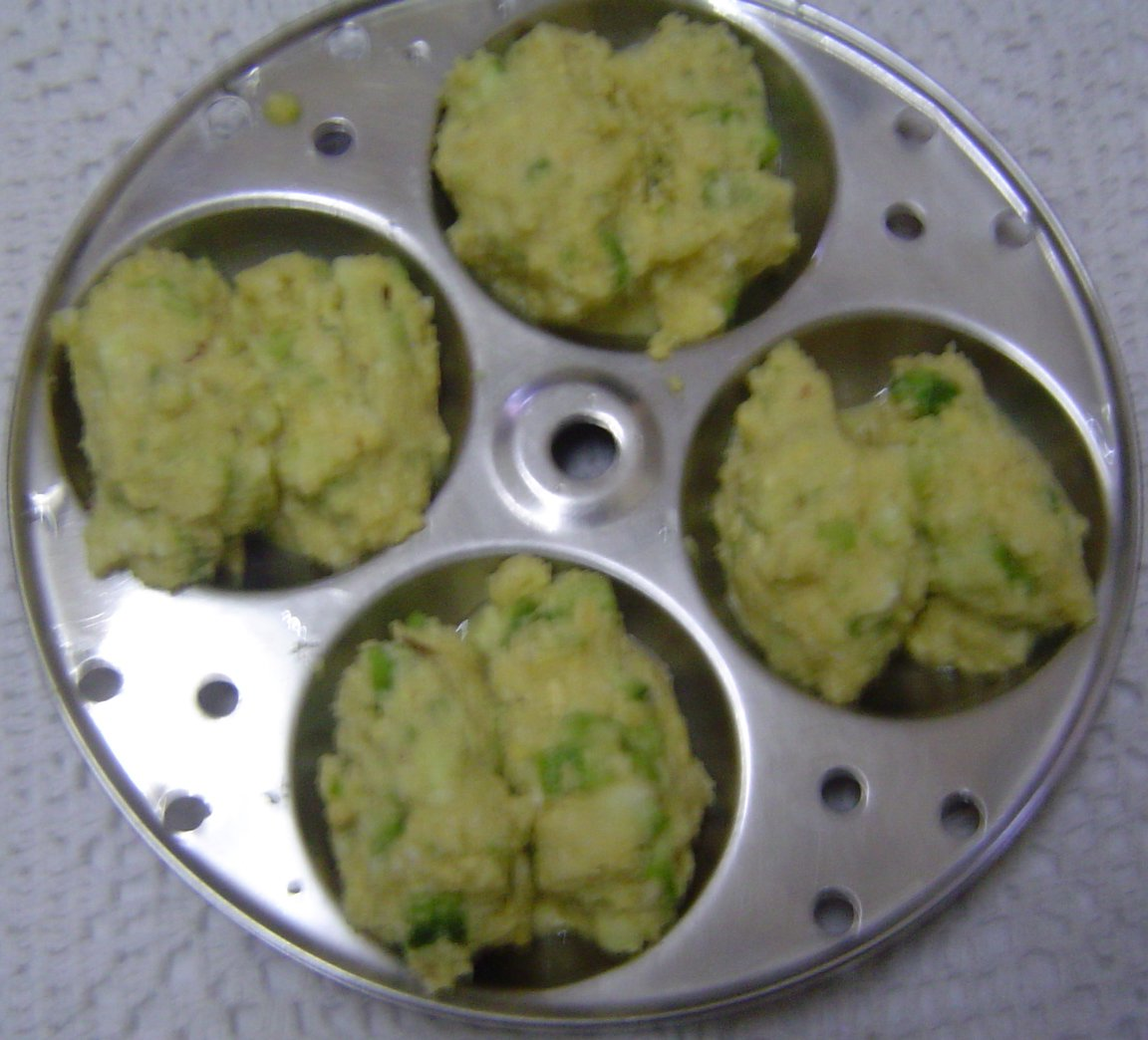
تور دال.
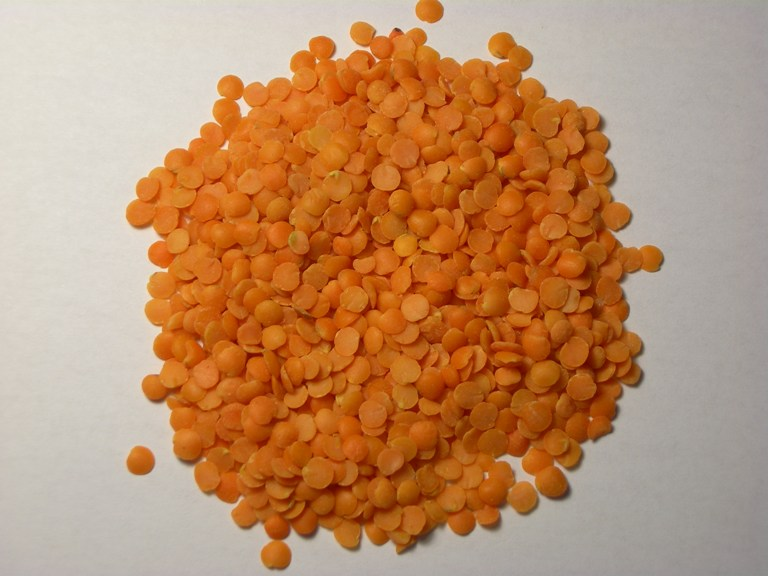
مسور دال.
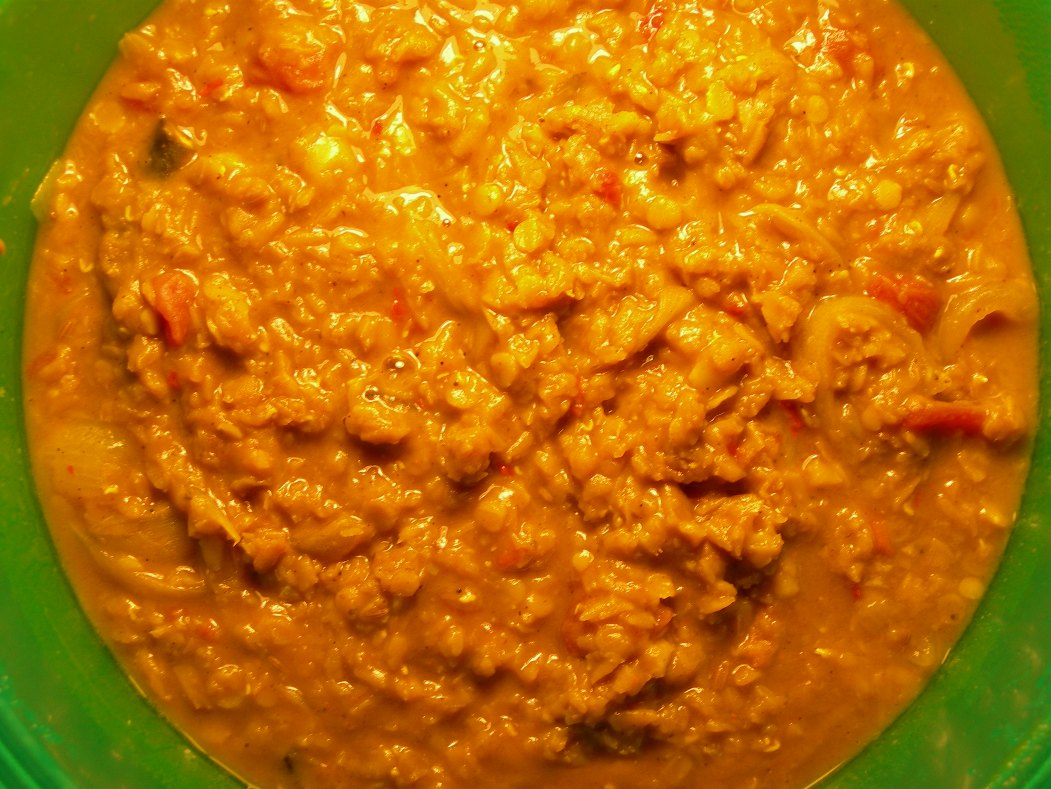
مسور دال.

### روابط خارجية
- الهند النباتية
- شانا دال مع التوابل
- (بالإنجليزية) فيديو لإعداد toor dal